# Museum of Anthropology at UBC
Het Museum of Anthropology (MOA) is een museum op de campus van de University of British Columbia (UBC) in de Canadese stad Vancouver (Brits-Columbia). Er worden kunst- en gebruiksvoorwerpen uit verschillende wereldculturen tentoongesteld, in het bijzonder de oorspronkelijke bewoners van de Noordwestkust. In het museum worden bovendien door UBC colleges en cursussen in kunst, antropologie, archeologie, conservatie en museumstudies gegeven. Het gebouw herbergt 38.000 etnografische voorwerpen, evenals 535.000 archeologische voorwerpen. Het museum is gevestigd op 6393 Northwest Marine Drive op de campus van de University of British Columbia. MOA en UBC liggen binnen het zogenaamde University Endowment Lands, welke officieel niet deel uitmaken van de stad Vancouver.

## Geschiedenis

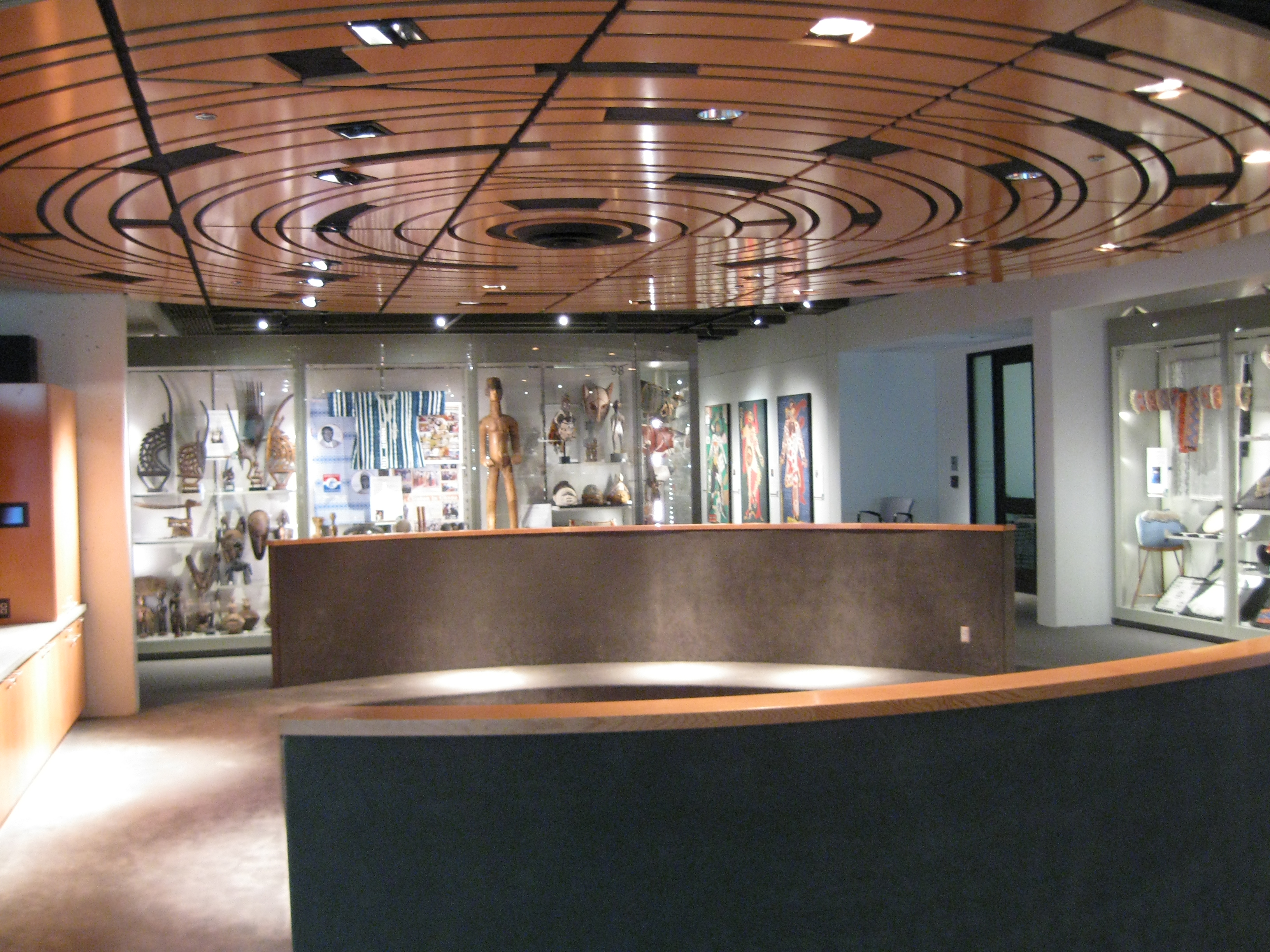
De multimedia presentatiecirkel in het MOA.

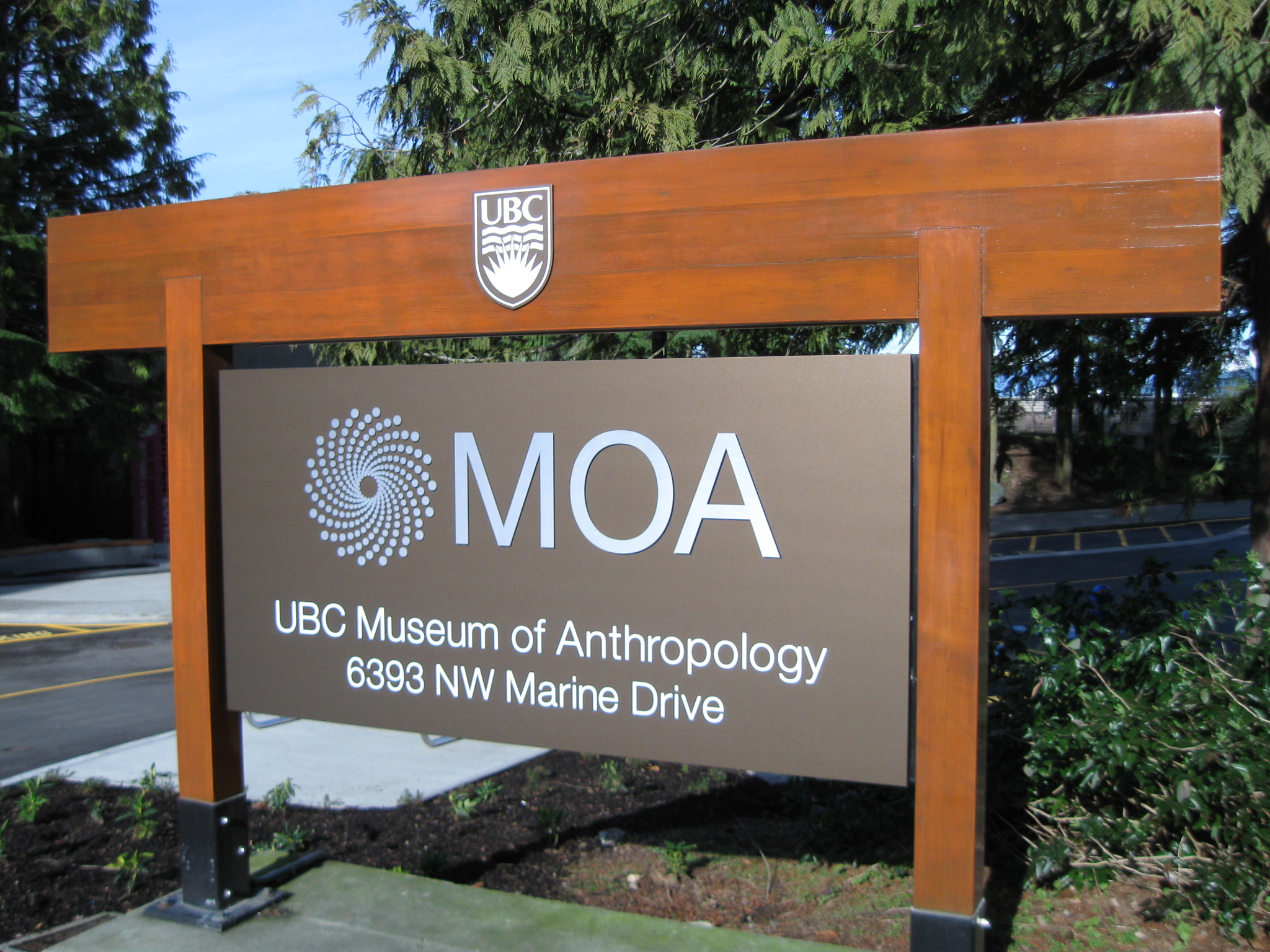
2010 UBC MOA-bord.

Het museum is opgericht in 1947 toen de voorwerpen in UBC's etnografische collectie tentoon werden gesteld in de kelder van de bibliotheek. Dr. Harry Hawthorn was de eerste directeur van dit nieuwe museum. Zijn vrouw, Dr. Audrey Hawthorn, was de eerste conservator.
In 1971 ontving het museum fondsen van de Canadese overheid en UBC voor de bouw van een nieuw gebouw. In 1976 werd het nieuwe gebouw, ontworpen door de Canadese architect Arthur Erickson, geopend onder directeur Michael M. Ames. Walter en Marianne Koerners donatie in 1975 van hun uitgebreide collectie van Noordwestkust First Nations-kunst aan het museum vormden een groot deel van de inhoud van het nieuwe gebouw.
In 1997 werd Ruth Phillips directeur. In 2002 keerde Michael M. Ames terug als directeur. Anthony Shelton volgde hem in 2004 op.
In 2006 lanceerde het museum een project voor de bouw van een nieuwe onderzoeksvleugel, evenals nieuwe kantoren, laboratoria, cultureel onderzoekslokaal, opnamestudio en een nieuwe, 540 m² tentoonstellingszaal, de Audain Gallery. Andere verbeteringen omvatten nieuwe multiversity MOA's Galleries, de oprichting van het RRN (Reciprocal Research Network), een koppeling van Northwest Coast-collecties over de hele wereld, een verplaatste en uitgebreid Museum Shop, een café en het binnenplein en een evenemententerrein buiten. Het project is in januari 2010 voltooid.
Het museum is aangesloten bij Canadian Heritage Information Network (CHIN), Canadian Museums Association (CMA), en Virtual Museum of Canada.

## Collectie

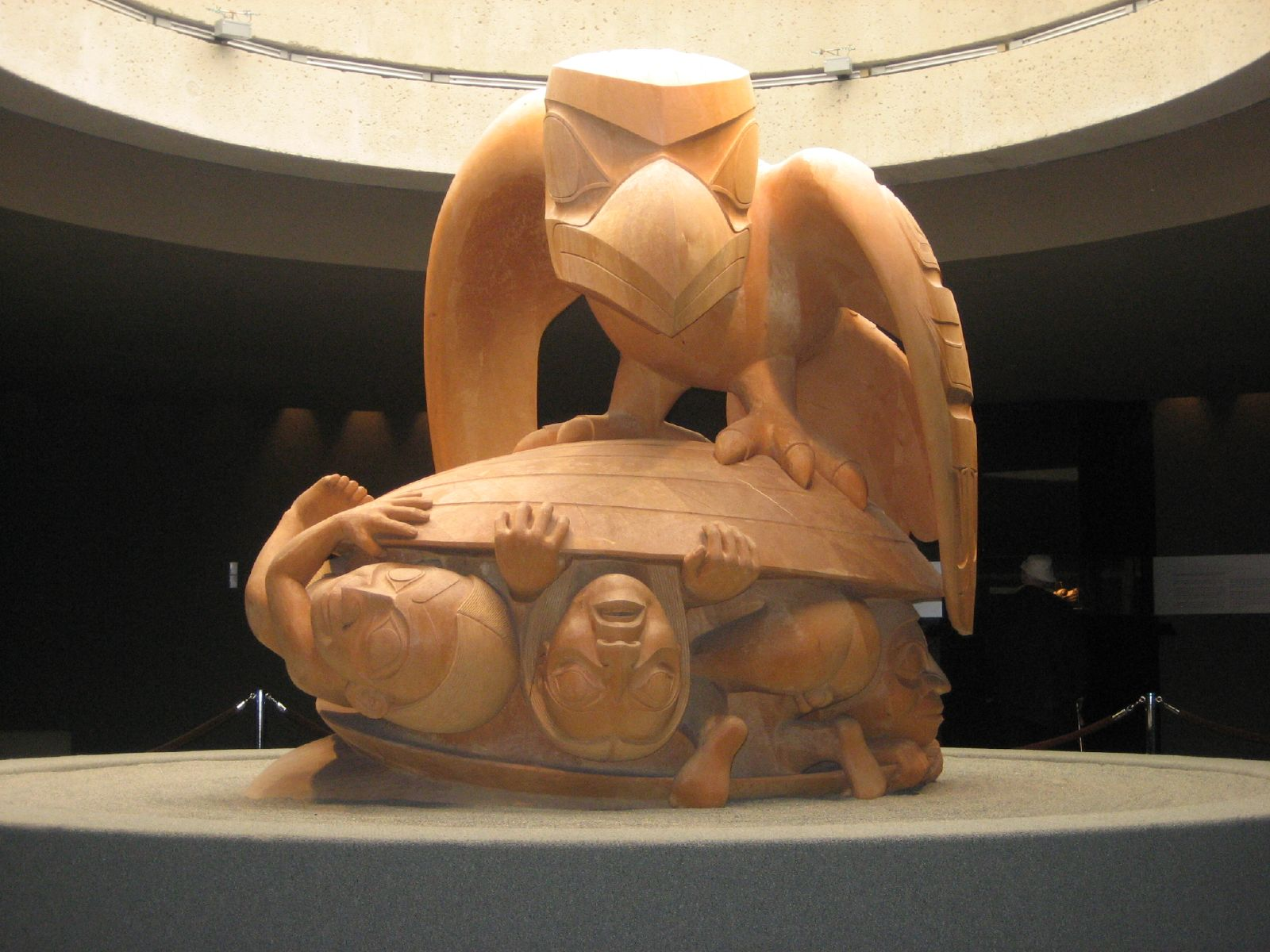
The Raven and the First Men, sculptuur door Bill Reid.

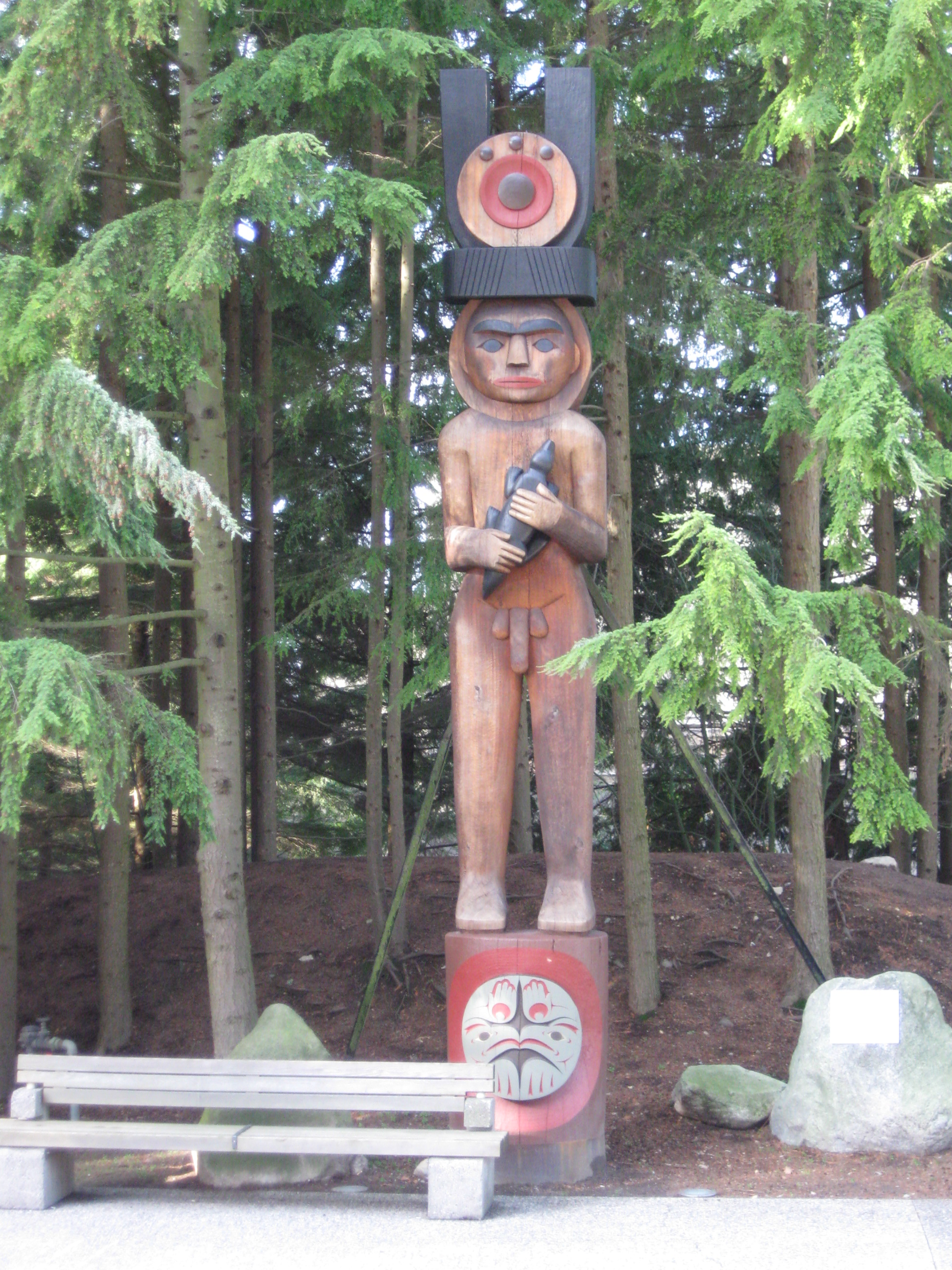
Houtsnede van 'I'mich Siiyem-figuur door Musqueam kunstenaar Susan Point.

Het meest iconische object in het museum is waarschijnlijk de uit geel ceder gemaakte sculptuur De raaf en de Eerste Mensen door Bill Reid, die wordt afgebeeld op het Canadese biljet van twintig dollar. Andere opmerkelijke werken van Bill Reid zijn onder meer zijn Bear en Wasco (Sea Wolf) sculpturen, een aantal van zijn goud sieraden, en een prototype van de  Haida  kano, een houtsnede voor Expo 86. Het museum bevat een aantal grote Musqueam artefacten uit de late negentiende en vroege twintigste eeuw, evenals vele hedendaagse werken in opdracht van Musqueam artiesten zoals Susan Point, Joe Becker, en Robyn en Debra Sparrow.
De Grote Zaal van het museum bevat veel fragmenten van totempalen van Haida en andere First Nations dorpen langs de kust van British Columbia.
Het museum heeft een uitgebreide collectie vanuit de zuidelijke Grote Oceaan.
Er zijn ongeveer 6.000 stoffen in de collectie; ongeveer de helft van deze komen uit Azië. Van bijzonder belang zijn de Kantonese operakostuums die worden beschouwd als enkele van de beste van de wereld. Er zijn uitstekende bezittingen van de noordwestkust, Oceanië, Afrika en Zuid-Amerika.
De Audrey & Harry Hawthorn bibliotheek en archieven zijn open voor het publiek. Het archief bevat ongeveer 90.000 foto's die een breed scala van culturen, etnografische onderwerpen, en historische gebeurtenissen te dekken. De collectie dateert uit de jaren 1890 en is een belangrijke bron voor onderzoekers, schrijvers, kunstenaars, en gemeenschappen.
Er zijn ongeveer 2.800 objecten in de Afrikaanse collectie. De eerdere collecties kwam in de collectie van MOA via missionarissen, reizigers, en ex-koloniale officieren. De collectie omvat maskers, Yoruba doorn houtsnijwerk, meer dan 100 Makonde figuren uit Tanzania, ongeveer 100 Asante goud gewichten, wapens uit Zuid-Afrika en ongeveer 100 begrafenisobjecten uit Egypte.
Ongeveer 40% van de collectie MOA is afkomstig uit Azië. De Chinese collecties omvatten tussen de 1000 en 1.500 stukken Chinese keramiek, Chinese kalligrafie en schilderijen (met vier recent geïdentificeerde meesterwerken uit de collectie van Ho Ping-ti). Daarnaast is er een grote collectie Japanse prenten, boeddhistische kunst, hindoeïstische kunst (inclusief Gandhara beeldhouwkunst), textiel en kleding, en Indiase kalender prints. Andere collecties omvatten 2.300 Chinese munten en amuletten, 200 Sichuan blauwe draad borduurwerk dateert uit circa 1900, zeldzame Tibetaanse gewaden en maskers uit Noe (Japan), soennitische en Kolam (Sri Lanka), en Pongsan en Yangju (Korea).
De Haida-huizen buiten het museum werden gebouwd onder leiding van Bill Reid, die, samen met Doug Cranmer, veel van de totempalen die hier te zien zijn heeft gesneden. De oorspronkelijke Reid / Cranmer totempaal welke gemonteerd was aan de voorzijde van het grote huis, is in 2000 als gevolg van achteruitgang vervangen door de nieuwe "Respect for Bill Reid Pole" door Haida artist  Jim Hart.
Dit museum bevat een aantal grote sculpturen, totempalen, en culturele artefacten. Hoewel MOA zich richt op de Eerste Naties van de noordwestkust, omvat de verzameling van 38.000 etnologische objecten ook voorwerpen uit alle continenten. Deze bevinden zich vooral in de multiversity Galleries, waar objecten die normaal gesproken worden opgeslagen achter de schermen toegankelijk worden gemaakt voor het publiek. De collecties omvatten  eigentijdse werken en historische objecten. In aanvulling op de etnografische collecties, herbergt MOA een archeologische collectie van ongeveer 535.000 stuks. Deze worden beheerd door het Laboratorium voor Archeologie van UBC. Het museum heeft ook een kleine vleugel gewijd aan de Europese keramische kunstwerken verzameld door Walter Koerner. De Koerner Europese Keramiek Galerij, welke werd geopend in 1990, bevat meer dan 600 stukken Europese keramiek verzameld door Koerner en die hij in 1987 aan het museum heeft geschonken.

### Fotogalerij

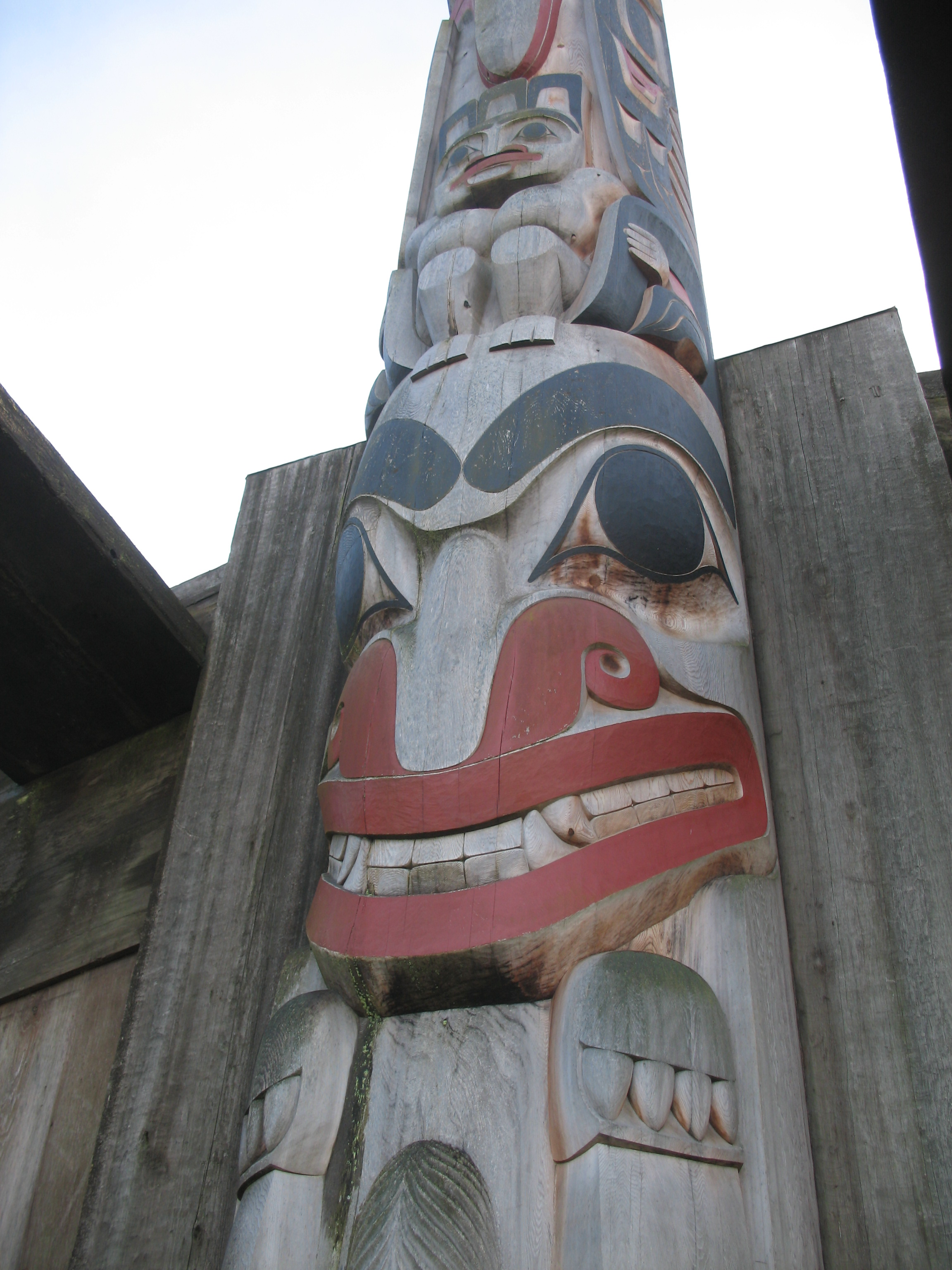
Totempaal bij het Antropologisch museum
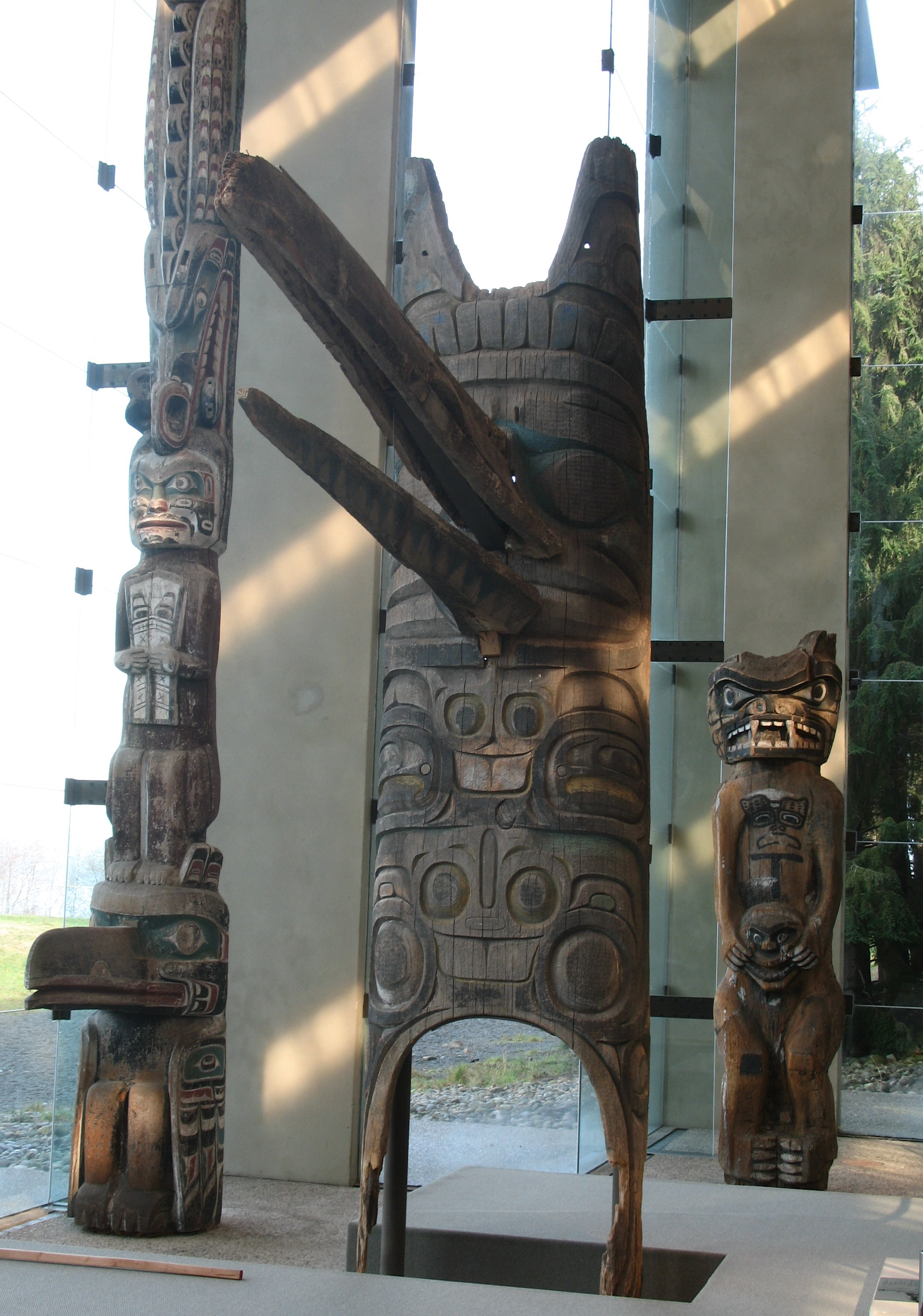
Houtfiguren in het Antropologisch museum
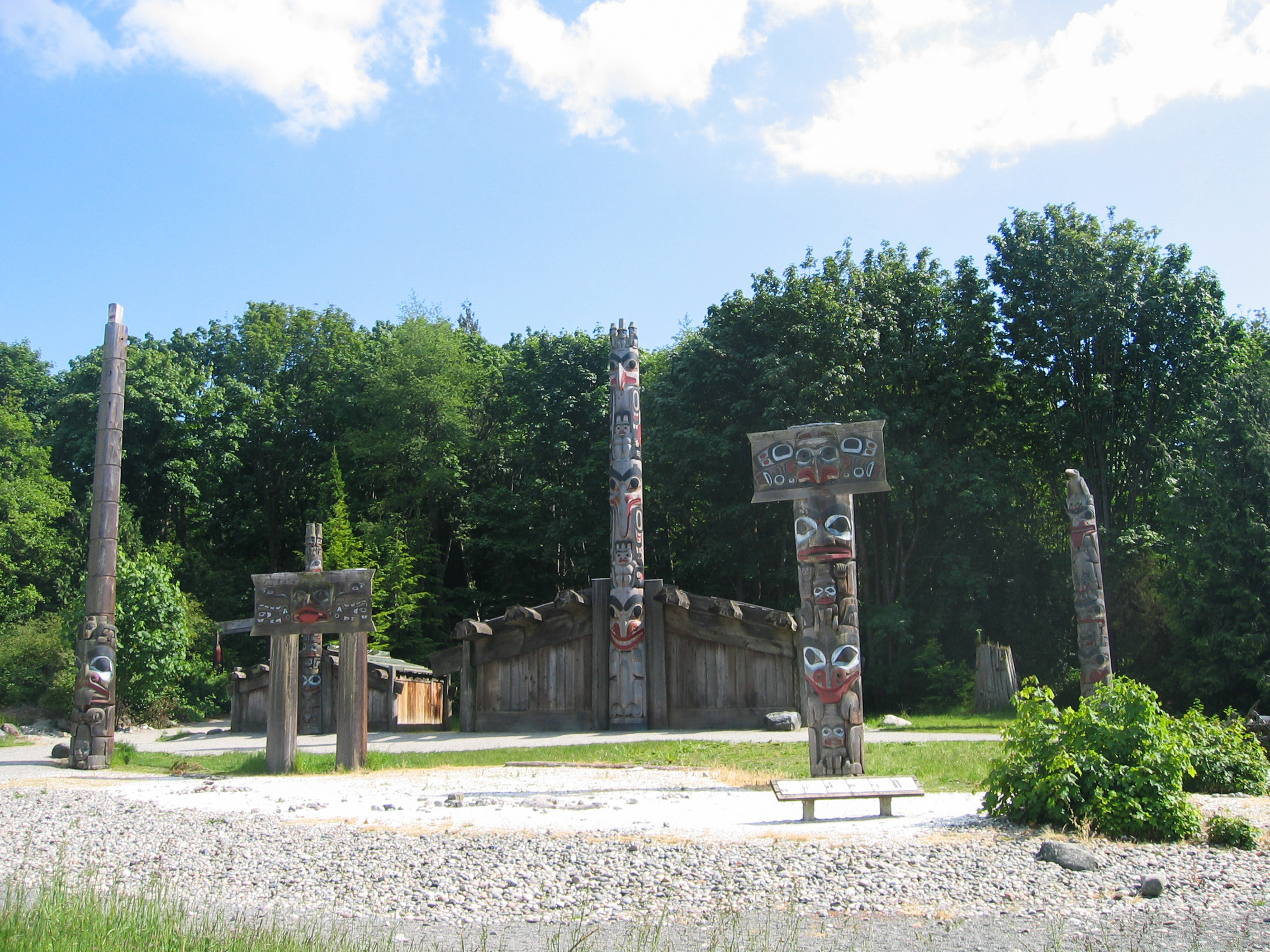
First Nations totempalen en Haida huizen
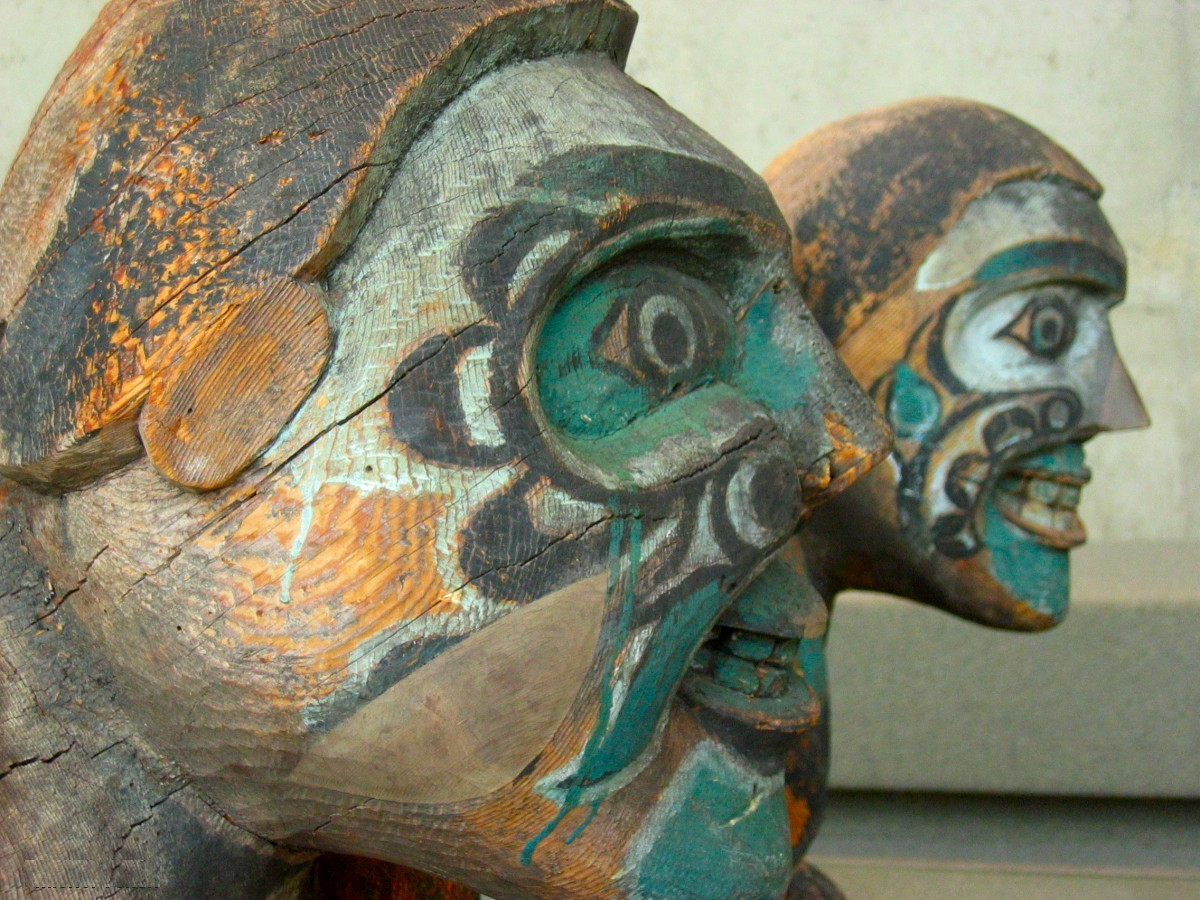
Houtgesneden figures in het museum
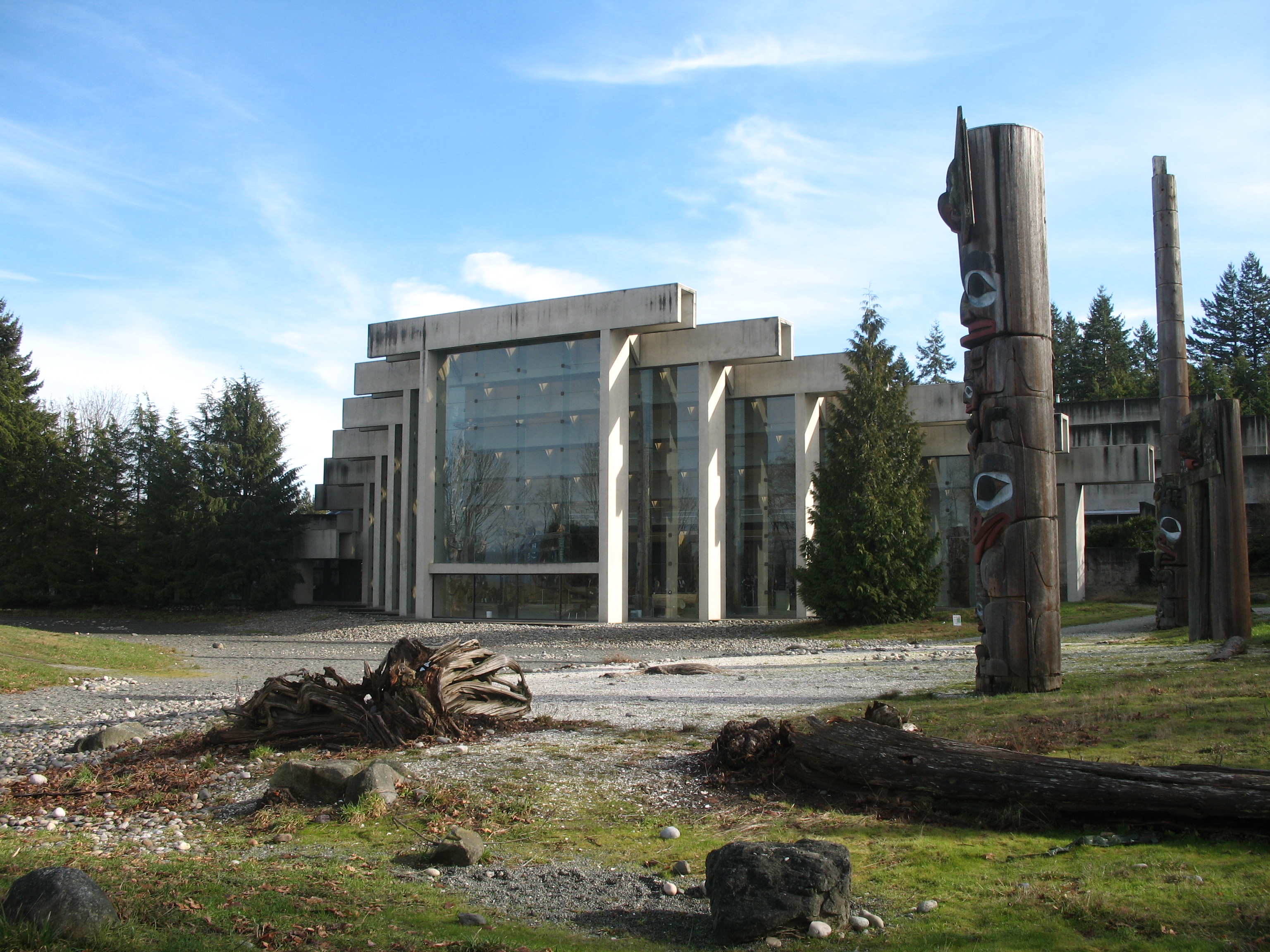
Achterkant van het museum en buitententoonstelling
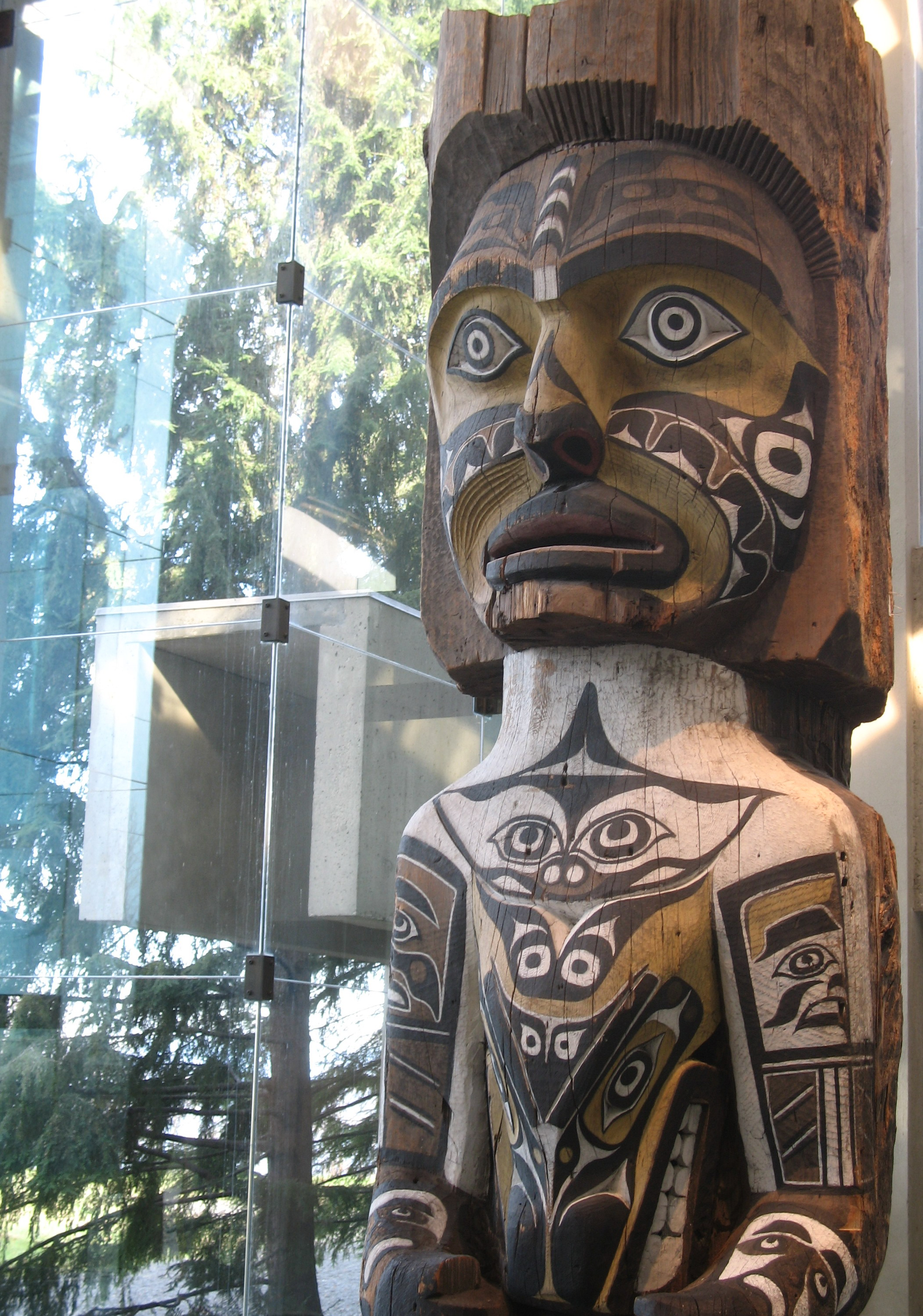
Native art
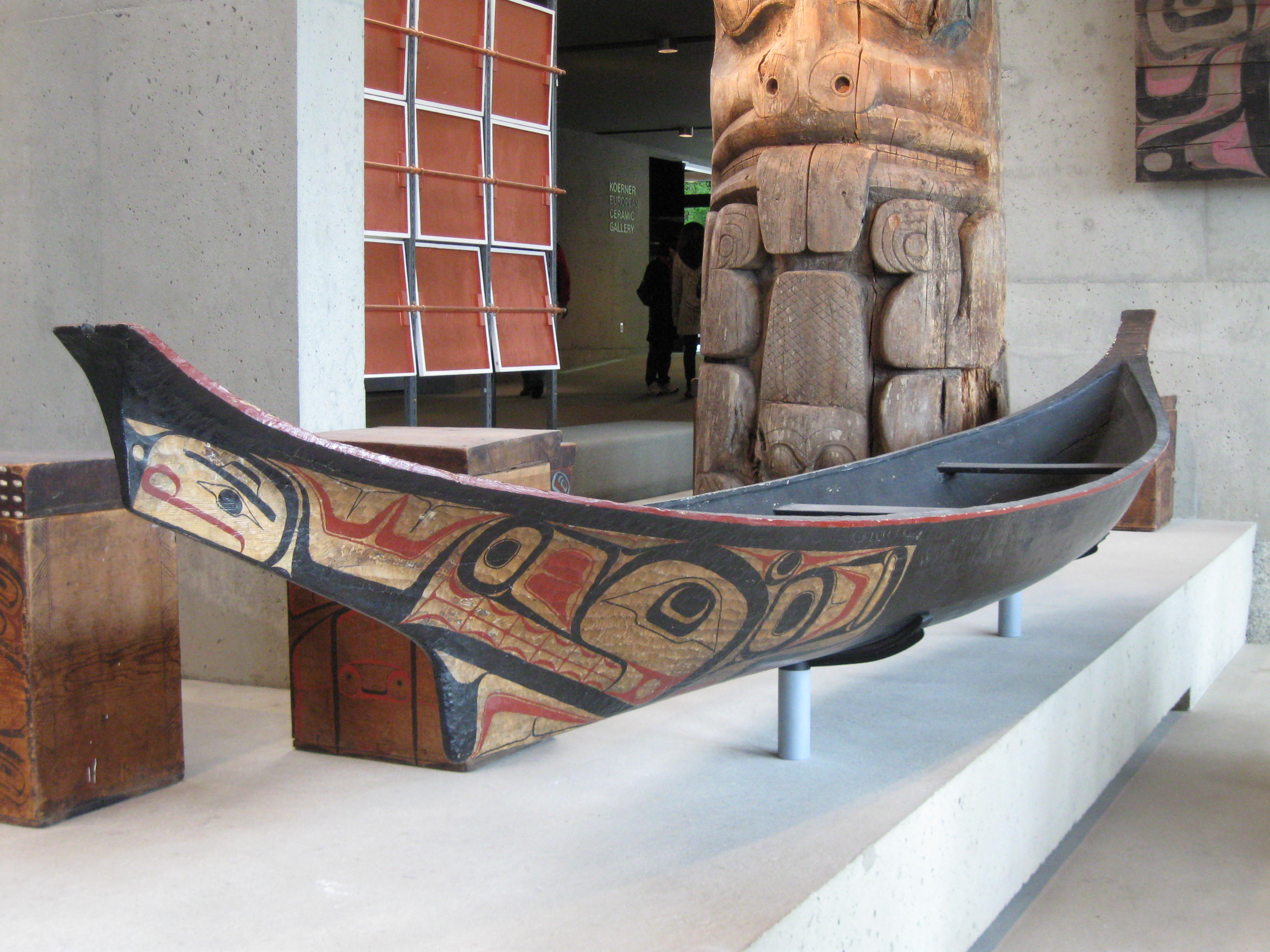
Haisla kano
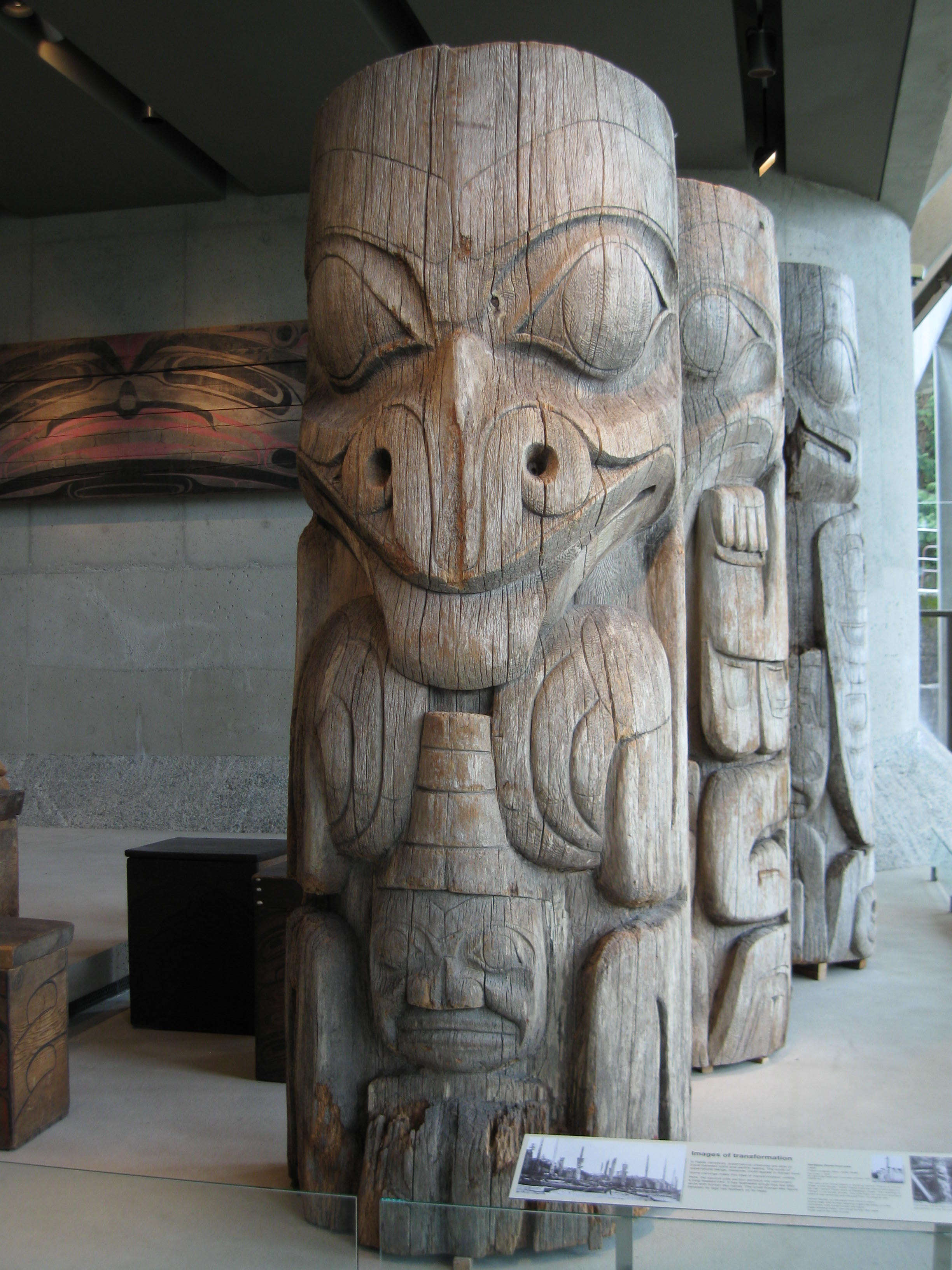
Haida totempaal
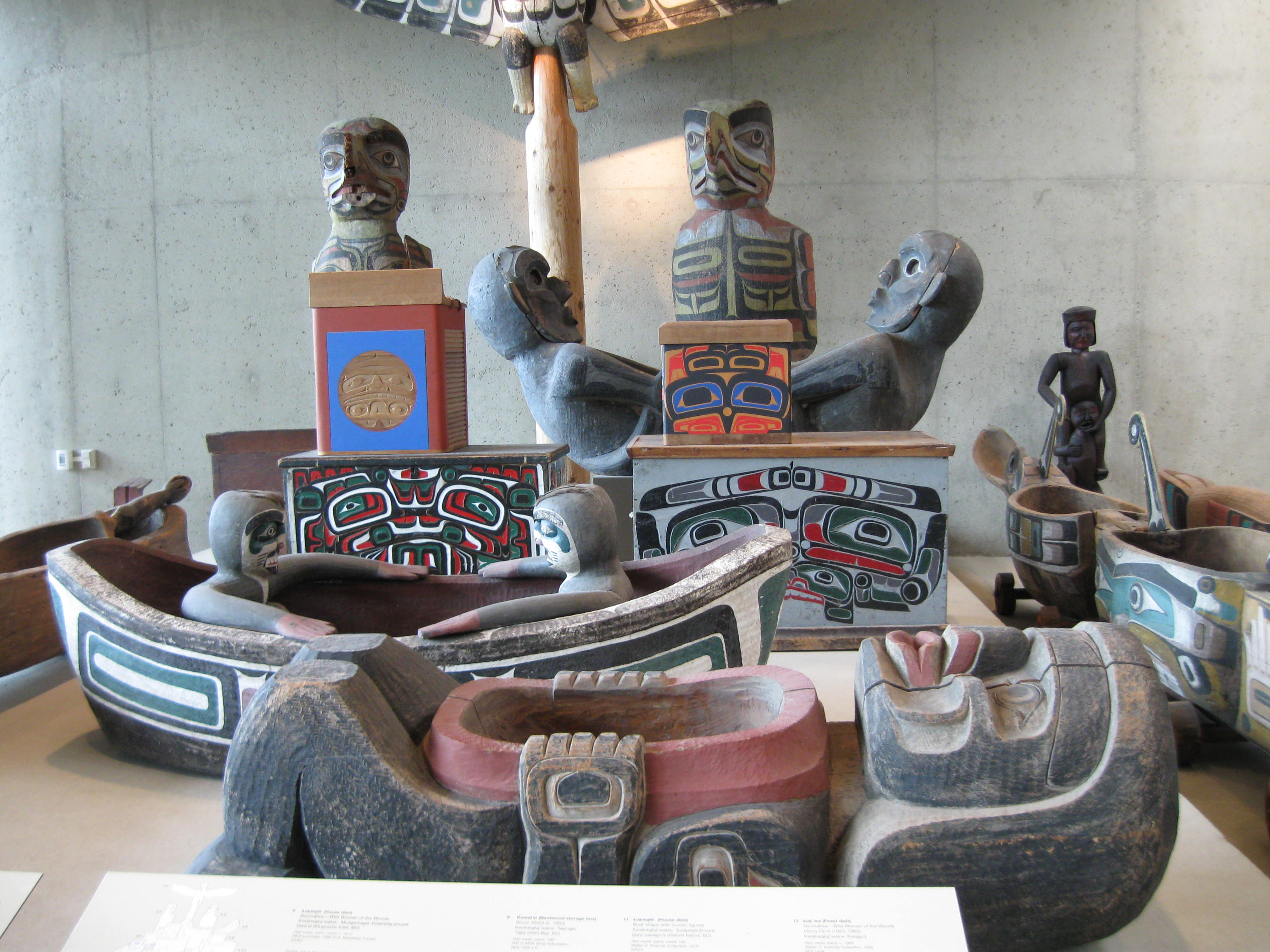
Noord Amerikaanse kunst
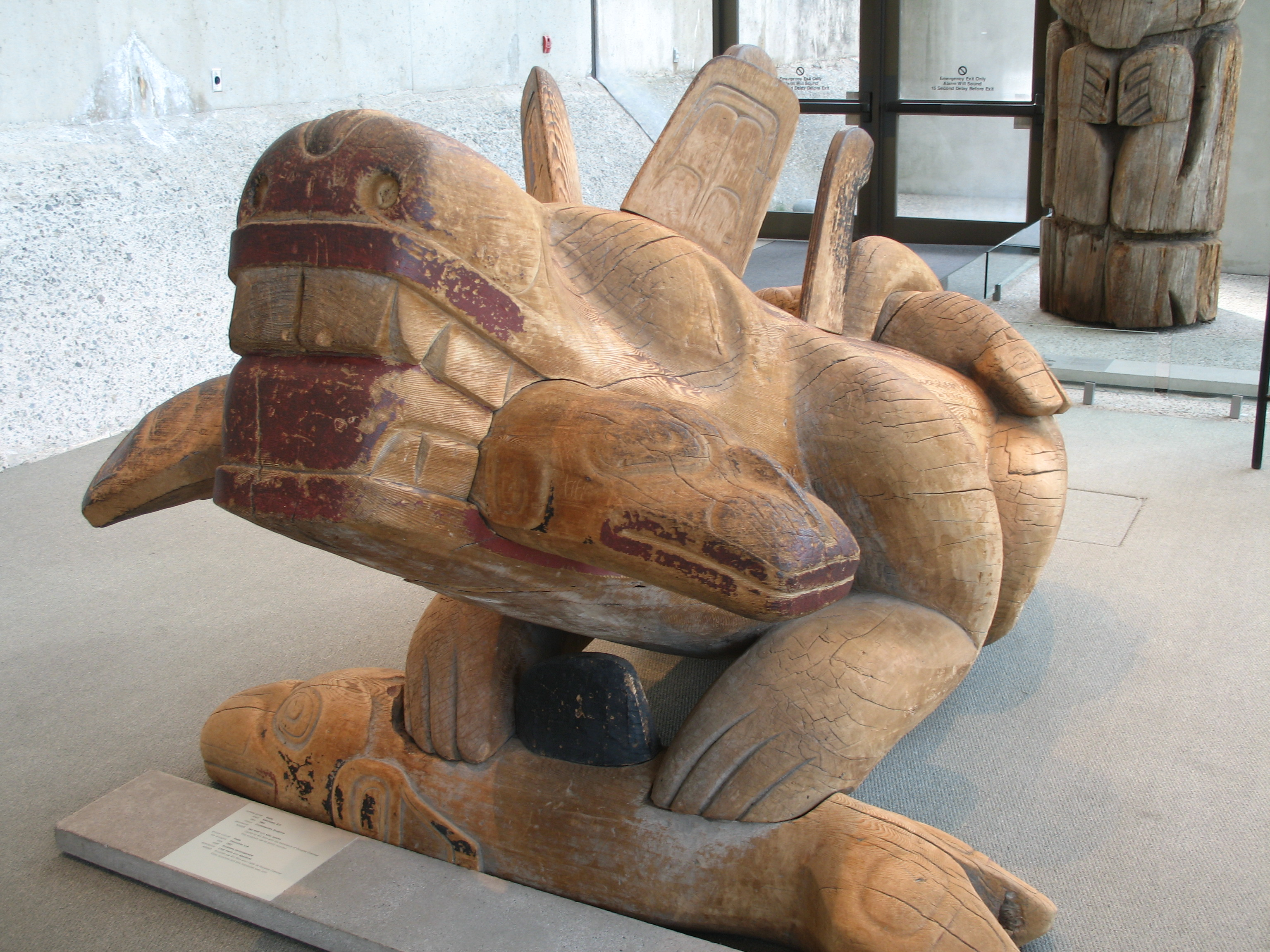
"Sea Wolf" door Bill Reid
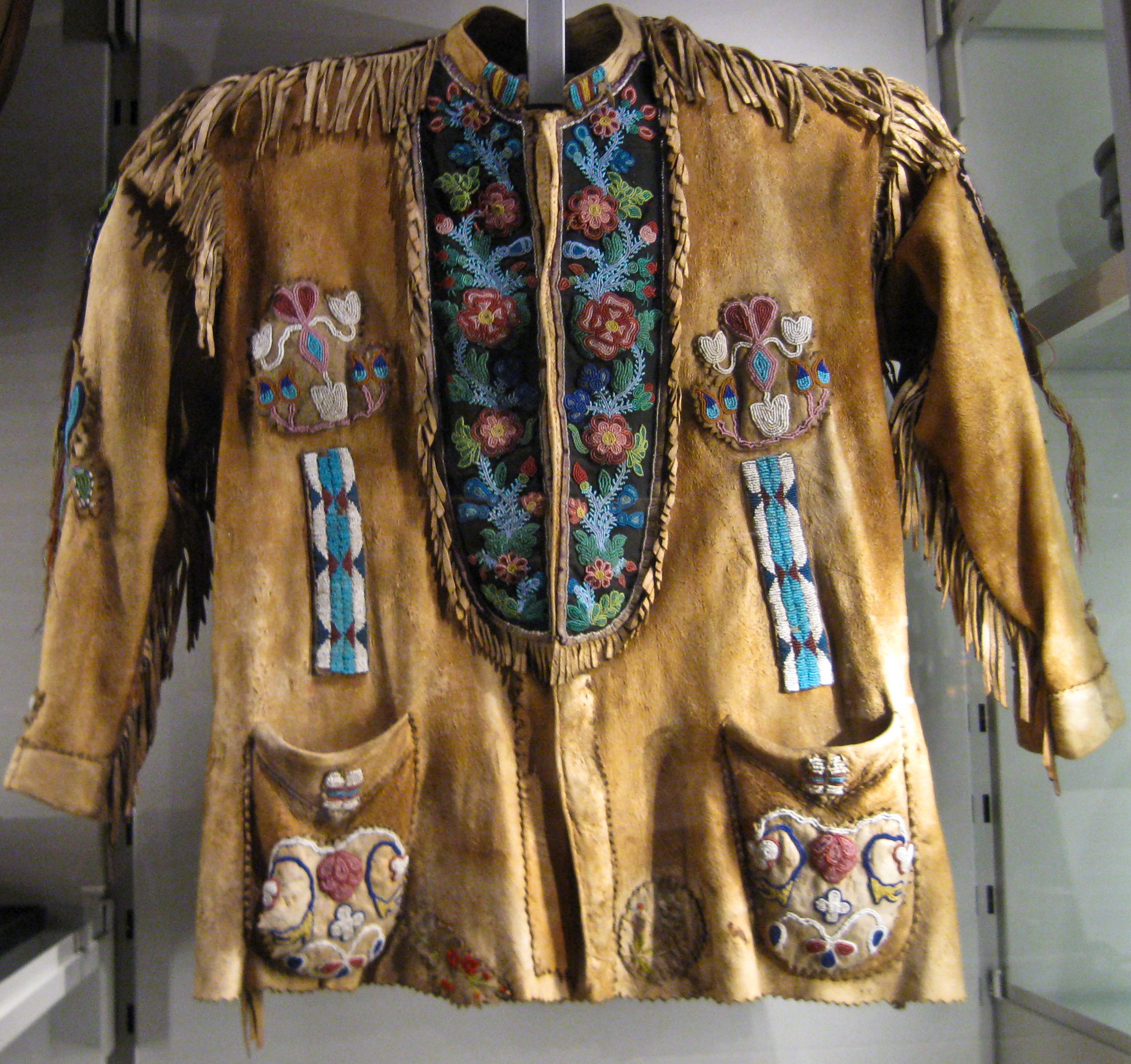
Arctisch Amerikaans shirt
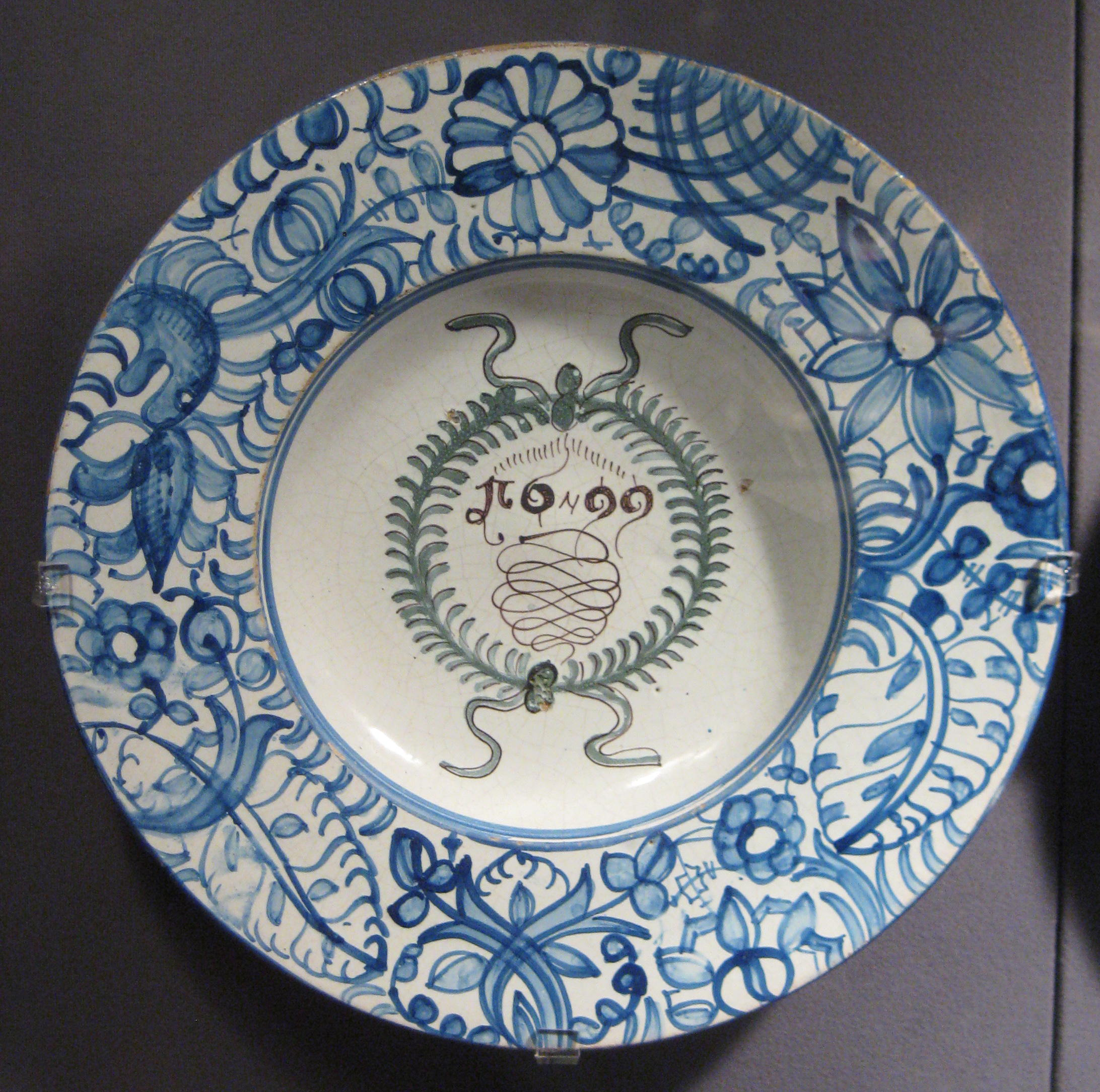
Odler schaal (Koerner galerij)
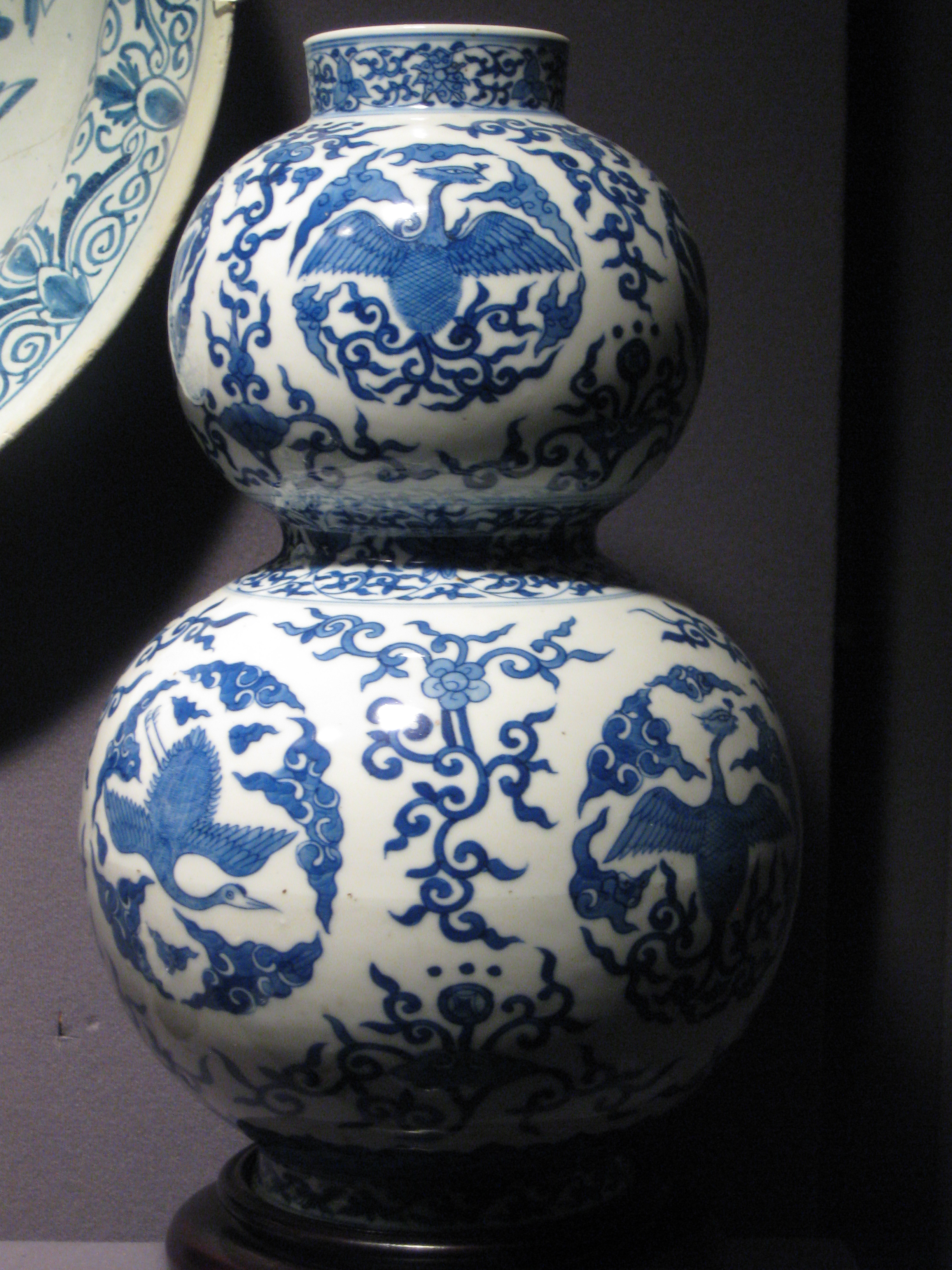
Kendi pot (Koerner galerij)
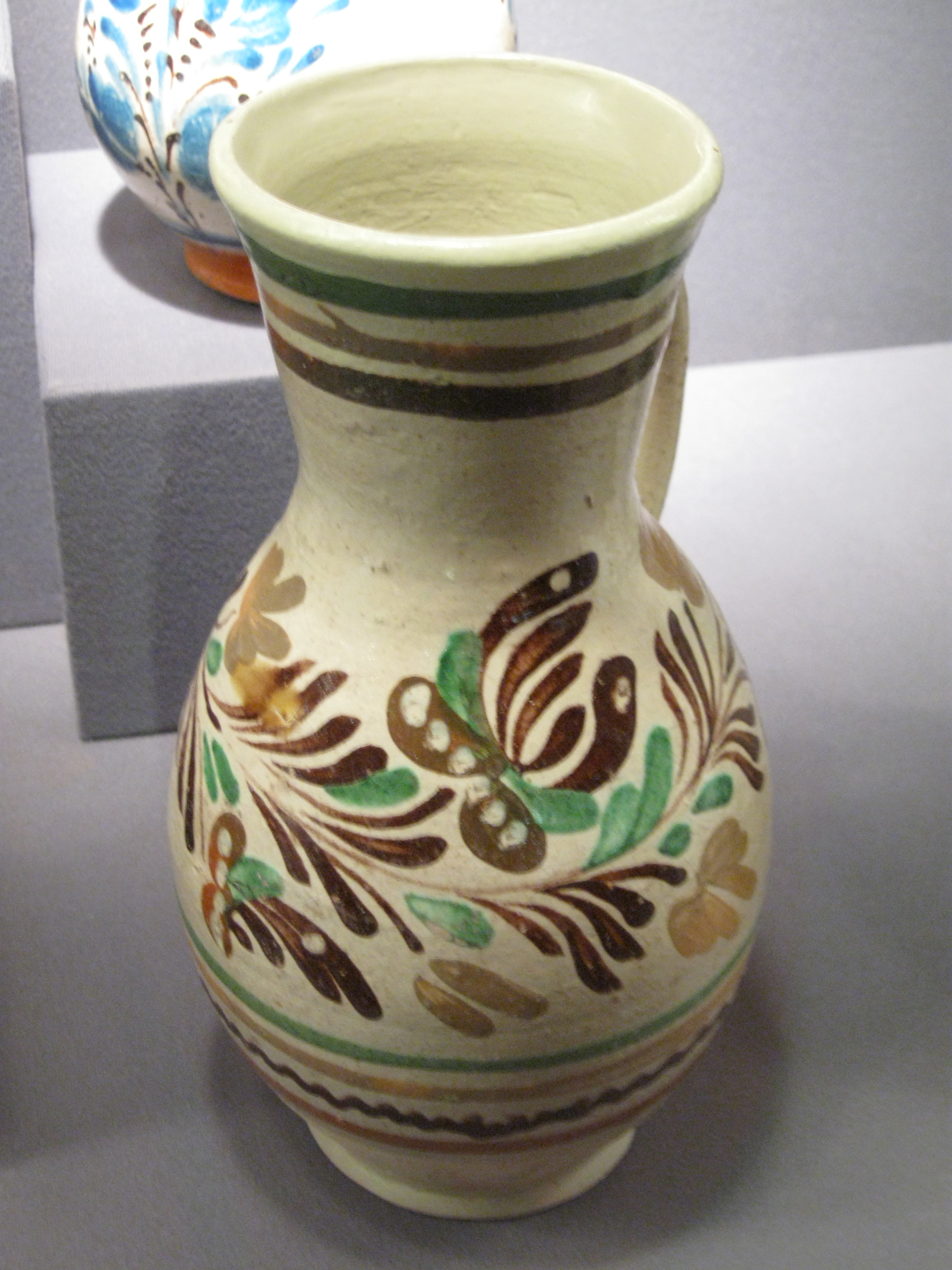
Slowaakse jug (Koerner galerij)
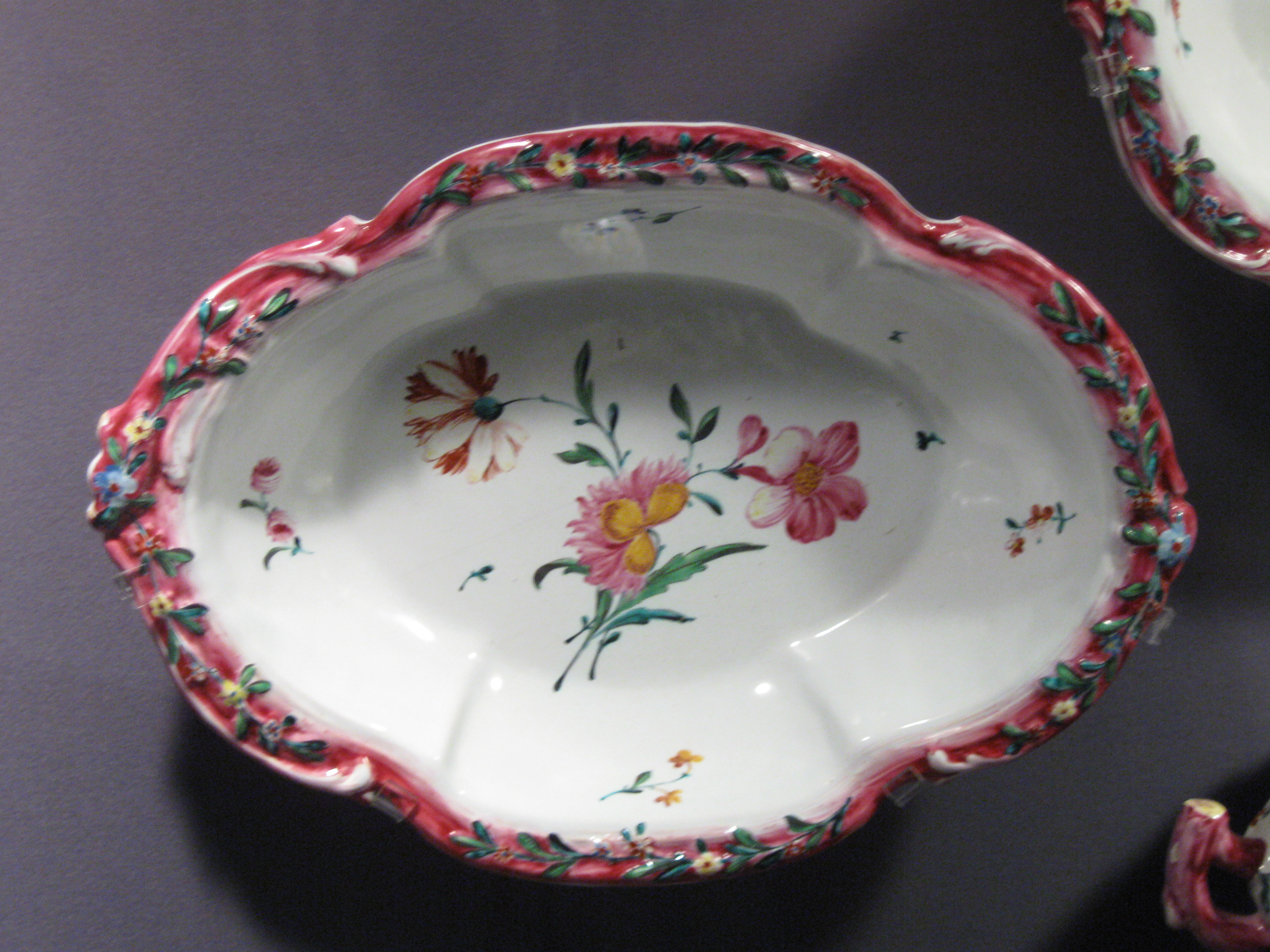
Holitsch schaal (Koerner galerij)